# Treaty 7 Management Corporation
La Treaty 7 Management Corporation (littéralement la « Corporation de gestion du Traité 7 ») est un conseil tribal comprenant cinq Premières Nations en Alberta au Canada. Il est basé à Calgary.

## Composition
La Treaty 7 Management Corporation comprend cinq Premières Nations en Alberta.
| Première Nation (nom officiel) | Emplacement     |
| ------------------------------ | --------------- |
| Blood                          | Standoff        |
| Chiniki                        | Morley          |
| Piikani Nation                 | Brocket         |
| Siksika Nation                 | Siksika         |
| Tsuu T'ina Nation              | Tsuu T'ina (en) |